# Mohamed Yattara
Mohamed Yattara (ur. 28 lipca 1993 w Konakry) – piłkarz gwinejski grający na pozycji napastnika. Zawodnik klubu AJ Auxerre, do którego jest wypożyczony ze Standardu Liège.

## Kariera klubowa
Od 2009 szkolił się w szkółce piłkarskiej Olympique Lyon.10 stycznia 2012 roku, przeszedł na zasadzie wypożyczenia do AC Arles-Avignon. Rozegrał 18 mecze i wyniki 5 bramek w Ligue 2.
3 sierpnia 2012 roku, przeszedł na zasadzie wypożyczenia do Troyes AC. 11 sierpnia 2012 zadebiutował w drużynie zawodowej Troyes AC na szczeblu Ligue 1.
W 2013 roku, przeszedł na zasadzie wypożyczenia do SCO Angers. Latem 2015 przeszedł do Standardu Liège. W 2016 roku wypożyczono go do Angers.
| Sezon   | Klub                    | Kraj    | Rozgrywki     | Mecze | Bramki | Rozgrywki Europy | Mecze | Bramki |
| ------- | ----------------------- | ------- | ------------- | ----- | ------ | ---------------- | ----- | ------ |
| 2010/11 | Olympique Lyon B        | Francja | CFA           | 17    | 3      | -                | -     | -      |
| 2011/12 | Olympique Lyon B        | Francja | CFA           | 10    | 2      | -                | -     | -      |
| 2011/12 | AC Arles-Avignon (wyp.) | Francja | Ligue 2       | 18    | 5      | -                | -     | -      |
| 2012/13 | Troyes AC (wyp.)        | Francja | Ligue 1       | 23    | 3      | -                | -     | -      |
| 2013/14 | Angers SCO (wyp.)       | Francja | Ligue 2       | 30    | 11     | -                | -     | -      |
| 2014/15 | Olympique Lyon          | Francja | Ligue 1       | 9     | 0      | Liga Europa UEFA | 2     | 2      |
| 2015/16 | Standard Liège          | Belgia  | Eerste klasse | 12    | 1      | Liga Europy UEFA | 4     | 0      |
| 2015/16 | Angers SCO              | Francja | Ligue 1       | 19    | 2      | -                | -     | -      |
| 2016/17 | AJ Auxerre              | Francja | Ligue 2       |       |        | -                | -     | -      |

Stan na: koniec sezonu 2015/2016

## Kariera reprezentacyjna
W reprezentacji Gwinei Yattara zadebiutował w 2012 roku.

## Życie prywatne
Jego kuzyn, Naby-Moussa, jest również piłkarzem.